# Daniel Kehlmann
Daniel Kehlmann (München, 1975. január 13.–) kortárs német–osztrák író.

## Élete
Daniel Kehlmann Münchenben született, majd 1981-ben családjával (köztük rendező édesapjával) Bécsbe költözött, ahol 1993-tól filozófiát és irodalomtudományt tanult.
Tanulmányait követően filozófiából kezdte írni disszertációját, ám olyan jól ment neki az írás, hogy végül a disszertációja helyett szépirodalmi alkotásokkal kezdett el foglalkozni.
Első regénye az 1997-ben megjelent A Beerholm-illúzió (Beerholms Vorstellung) volt, majd ezt követően számos esszét és recenziót jelentetett meg olyan neves német újságokban, mint a Süddeutsche Zeitung, a Frankfurter Rundschau vagy a Frankfurter Allgemeine Zeitung.
2001-től kezdve több egyetemen is előadássorozatot tartott vendégtanárként Mainzban, Wiesbadenben és Göttingenben. Tagja a mainzi Tudományos és Irodalmi Akadémiának (Akademie der Wissenschaften und der Literatur).

## Művei
Kehlmann eddigi legnagyobb sikerét a 2005-ben megjelent A világ fölmérése (Die Vermessung der Welt) című regénnyel érte el, amely két neves tudós, Alexander von Humboldt (1769-1859) és Carl Friedrich Gauss (1777–1855) életének történetét meséli el, és közben megismertet bennünket a modern tudomány keletkezésével.
Ezen kívül magyarul megjelent még az Én és Kaminski (Ich und Kaminski) című regénye, melyben egy felületes karrierista meg kívánja írni a Kaminski nevű festő élettörténetét, még mielőtt utóbbi meghal, hogy így szerezzen magának hírnevet a művészek körében, valamint A Beerholm-illúzió (Beerholms Vorstellung), amelynek középpontjában egy fiatal, világhírű illuzionista áll.
- A Beerholm-illúzió (Beerholms Vorstellung, 1997)
- Unter der Sonne (elbeszélések, 1998)
- Mahlers Zeit (1999)
- Der fernste Ort (novella, 2001)
- Én és Kaminski (Ich und Kaminski, 2003)
- A világ fölmérése (Die Vermessung der Welt, 2005)
- Wo ist Carlos Montúfar? (esszék, 2005)
- Diese sehr ernsten Scherze. Göttinger Poetikvorlesungen (2007)
- Requiem für einen Hund. Ein Gespräch (Sebastian Kleinschmidt-tel, 2008)
- Hírnév. Regény kilenc történetben (Ruhm. Roman in neun Geschichten, 2009)
- Lob: Über Literatur (esszék, 2010)
- F (2013)
- Tyll (2017)

## Magyarul
- Én és Kaminski; ford. Fodor Zsuzsa; Kortina, Bp., 2003
- A világ fölmérése; ford. Fodor Zsuzsa; Magvető, Bp., 2006
- A Beerholm-illúzió. Regény; ford. Fodor Zsuzsa; Magvető, Bp., 2008
- Hírnév. Regény kilenc történetben; ford. Fodor Zsuzsa; Magvető, Bp., 2009
- F regény; ford. Fodor Zsuzsa; Magvető, Bp., 2014
- El kellett volna menned; ford. Fodor Zsuzsa; Magvető, Bp., 2017
- Tyll. Regény; ford. Fodor Zsuzsa; Magvető, Bp., 2018
- Mozgókép. Regény; ford. Fodor Zsuzsa; Magvető, Bp., 2024